# تود كان
تود كان (بالإنجليزية: Todd Kane) (17 سبتمبر 1993 المملكة المتحدة - ) هو لاعب كرة قدم بريطاني، يلعب كمدافع.

## وصلات خارجية
تود كان على موقع قاعدة بيانات كرة القدم.إي يو (الإنجليزية)
- تود كان على موقع Soccerbase.com (لاعب) (الإنجليزية)
- تود كان على موقع Soccerway.com (الإنجليزية)
- تود كان على موقع عالم كرة القدم.نت (الإنجليزية)
- تود كان على موقع AS.com (الإسبانية)